# Andoharanomaintso
Andoharanomaintso is een plaats en commune in het zuiden van Madagaskar, behorend tot het district Fianarantsoa II, dat gelegen is in de regio Haute Matsiatra. Tijdens een volkstelling in 2001 telde de plaats 19.800 inwoners.
De plaats biedt naast lager onderwijs ook middelbaar onderwijs aan. 89 % van de bevolking werkt als landbouwer. De belangrijkste landbouwproducten zijn rijst en druiven; andere belangrijke producten zijn bonen, maniok en aardappelen. Verder is 3% actief in de dienstensector en heeft 2% een baan in de industrie.